# Триклабендазол
Триклабендазол — противогельминтный лекарственный препарат для лечения фасциолёза. Одобрен для применения: Египет (1997), Франция (2002), США (2019).
Включён в WHO Model List of Essential Medicines — список важнейших лекарственных средств, составляемый Всемирной организацией здравоохранения.

## Механизм действия
Производное бензимидазола.

## Показания
Фасциолёз.